# Seth Lipsky
Seth Lipsky, né en 1946, est le fondateur ainsi que l'éditeur du New York Sun, un quotidien conservateur new-yorkais qui cessa sa parution papier le 30 septembre 2008. Lipsky compte Ronald Reagan, Margaret Thatcher, Winston Churchill, Ariel Sharon, et Milton Friedman parmi ses héros intellectuels et politiques. Il a une longue expérience dans le secteur de la presse écrite, dont "une ancienneté d'à peu près 20 ans" au sein du Wall Street Journal, comprenant l'Asie et la Belgique. 
Lipsky fonda et édita également le Forward, un successeur anglophone au journal Yiddish du même nom.
Il écrivit aussi de nombreux articles pour le New York Times, et est l'auteur de six ouvrages. 

## Enfance et études
Seth Lipsky naît en 1946 à Brooklyn, et dès son plus jeune âge, Lipsky est "élevé au sein d'une famille juive laïque à Great Barrington" et est diplômé de l'Université Harvard. 

## The Jewish Daily Forward
En 1990, Lipsky démarra une version anglophone de l'hebdomadaire Jewish Daily Forward (The Forward), qui était anciennement un quotidien largement lu en yiddish,. Lipsky démissionna en 2000 après une altercation avec les propriétaires du Forward, qui menaça d'arrêter la parution anglophone à moins que Lipsky fût renvoyé. La dispute concernait les éditoriaux de Lipsky soutenant Ronald Reagan ainsi que la guerre du Vietnam. 

## The New York Sun
En 2002, il fonda et édita le New York Sun. Bien que le journal n'aura duré que six mois, et produisit plus de copies qu'il n'en vendit, un porte-parole des Nations Unies avoua, après une critique du Sun, que le journal "dépasse parfois largement son chiffre de diffusion." Les problèmes de Lipsky s'aggravèrent dans le sens où il commença et opéra à un moment où la situation de l'industrie de la presse se décrivait comme "plutôt sombre". 
Parmi les articles remarquables sur la « vie sociale », on trouve la chronique sur le vin Along the Wine Trail ainsi que les mots croisés. 
En 1991, Seth Lipsky est finaliste du Prix Pulitzer pour le prix Éditorial pour ses éditoriaux de Forward "sur une variété de questions nationales, y compris certaines présentant un intérêt particulier pour la communauté juive américaine."

### Arrêt de la parution papier
Lorsqu'il était temps d'annoncer la mauvaise nouvelle aux 110 employés à temps plein, il le fit d'une "'manière pacifique', paya ses employés jusqu'en novembre .. l'assurance maladie .. jusqu'au 31 décembre". Lorsqu'on lui demanda la raison de cet arrêt, Lipsky répondit "nous avions besoin de fonds supplémentaires ... L'effondrement financier de 2008 balayait le monde et Internet devenait un défi pour la presse traditionnelle",. 

## Ouvrages sélectionnés
- The Citizens Constitution: An Annotated Guide[12]
- The Rise of Abraham Cahan[13]
- The Floating Kilogram[14],[15]

## Enseignement
Un aperçu d'une interview de 2011 est classé deuxième "enseignement à l'École de Journalisme de l'Université Columbia",.

## Vie personnelle
Serh Lipsky servit dans les Forces armées des États-Unis et écrivit pour le Stars and Stripes pendant qu'il servait au Viêt Nam. Il est marié à Amity Shlaes, chroniqueuse et auteure. 